# Sanzeno
Sanzeno ist eine italienische Gemeinde (comune) mit 920 Einwohnern (Stand 31. Dezember 2023) in der Provinz Trient, Region Trentino-Südtirol. Sie ist Teil der Talgemeinschaft Comunità della Val di Non.

## Etymologie
Der Ortsnamen Sanzeno leitet sich aus dem lateinischen Sancti Sisini ab, das erstmals 1272 urkundlich erwähnt wurde. Der Name entstammt dem lateinischen Familiennamen Sisinius, einem der drei im 4. Jahrhundert n. Chr. hier getöteten christlichen Märtyrer. Bis zum 6. Jahrhundert n. Chr. war der Ort unter dem Namen Metho, Meclo oder Mecla bekannt. Nach dem vermutlich durch eine Überschwemmung zerstörten Metho, entstand an gleicher Stelle ein neuer Ort, der den Namen des Märtyrers annahm und im Laufe der Zeit zu Sanzeno abgeändert wurde. Im benachbarten deutschsprachigen Deutschnonsberg wird der Ort mit dem Exonym Sankt Sinnen bezeichnet.

## Wappen
Blasonierung: In rot drei naturfarbene Tauben, die sich auf den aus der Wappenspitze hervorspringenden Bannermast eines Carroccio niederlassen. Das Wappen wurde 1930 mit königlichen Dekret als Gemeindewappen anerkannt. Eine zufriedenstellende Interpretation des Wappens gibt es nicht.

## Geographie
Die Gemeinde liegt in Luftlinie etwa 32 km nordnordwestlich von Trient auf der orographisch linken Seite des Nonstals oberhalb der Santa-Giustina-Talsperre. Der Gemeindesitz liegt in der Fraktion Banco. Daneben besitzt Sanzeno mit Casez noch eine weitere Fraktion. Die Ortschaft Sanzeno liegt auf einer Art Plateau, das seicht zum Santa-Giustina-Talsperre abfällt und im Süden von der Schlucht des Rio San Romedio und im Norden von der des Rio Sies abgegrenzt wird.

## Geschichte
Sanzeno war während der Eisenzeit die größte Siedlung auf dem Gebiet des heutigen Trentino. Sie war mitnamengebend für die Fritzens-Sanzeno-Kultur und noch in der römischen Epoche und darüber hinaus bis zum Frühmittelalter bewohnt. Der Überlieferung nach, sollen im Jahre 397 n. Chr. die aus Kappadokien stammenden christlichen Märtyrer Sisinius, Martyrius und Alexander hier getötet worden sein.
Bei archäologischen Grabungen wurde ab Ende des 19. Jahrhunderts in Sanzeno zahlreiche Funde aus der Eisen- und Römerzeit gemacht, darunter auch der 1947 entdeckte sogenannte Reiter von Sanzeno, der als Logo des 2003 in Sanzeno eröffneten Rätischen Museums dient.
Nach der Christianisierung wurde vermutlich bereits zwischen dem 7. und 8. Jahrhundert ein erster Kirchenbau errichtet. Der frühmittelalterliche Bau wurde später durch einen romanischen Neubau ersetzt. Zu diesem Zeitpunkt war Sanzeno bereits das religiöse Zentrum des Nonstals. Hier entstand die erste Pieve des Tales von der die Kuratien von Banco, Piano, Casez, Malgolo, Salter, Tavon und San Romedio abhingen.
Ab dem Mittelalter gehörte Sanzeno zum Fürstbistum Trient und grenzte im Norden an die Gefürstete Grafschaft Tirol. Unter den Fürstbischöfen wurde die Kirche von Sanzeno erstmals, in dem von Bischof Friedrich von Wangen in Auftrag gegebenen Codex Wangianus erwähnt. 1281 wurde erstmals die über dem Eingang zur San-Romedio-Schlucht errichtete und bereits im 15. Jahrhundert abgegangene Burg Busini erwähnt. Letztere befand sich am westlichen Rand der Schlucht, knapp hinter der Gemeindegrenze im Gebiet der heutigen Nachbargemeinde Romeno. Sie unterstand zum Zeitpunkt ihrer Ersterwähnung dem Grafen von Tirol Meinhard II., der sie zuvor dem Fürstbischof von Trient entzogen hatte. Nach der Intervention des Papstes Nikolaus IV. gelangte die Burg 1295 wieder unter die Kontrolle des Bischofs.
1472 wurde unter dem Altar der romanischen Kirche ein Holzkasten entdeckt, der die vermeintliche Asche aus der Verbrennung der Märtyrer enthielt. Fürstbischof Johannes Hinderbach begann daraufhin mit der Planung einer neuen Kirche, der heutigen Basilika Santi Martiri Anauniesi. Noch vor Beginn des Baus 1480 erhoben sich die Bauern gegen die Abgabenlast und die Willkür der bischöflichen Vertreter. Am 29. Mai 1477, dem Gedenktag der Martyriums der heiligen Sisinius, Martyrius und Alexander brach der Aufstand in Sanzeno los. Die Aufständischen zogen von Sanzeno nach Coredo zum Sitz des bischöflichen Vikars auf Castel Coredo und plünderten die Burg, bevor Konzessionen gemacht wurden und die Revolte, die auch andere Gebiete im Nonstal und im Val di Sole ergriffen hatte, schließlich nach kurzer Zeit abflaute.
Im 16. Jahrhundert ließen sich die De Gentili in Sanzeno nieder. Die dem Landadel des Nonstals angehörige Familie errichtete am Hauptplatz von Sanzeno ihren Palast – Casa de Gentili – im Stile der Renaissance. 1586 erhielt die Dorfgemeinschaft von Sanzeno mit der Carta di regola ihr eigenes Statut. Im Rahmen des Fürstbistums Trient bewahrte die Dorfgemeinschaft eine weitgehende Autonomie und regelte mit der Carta di regola die Nutzung der Allmende.
Während der napoleonischen Epoche wurde die Gemeinde Sanzeno aufgelöst und der Gemeinde Casez angeschlossen. 1817 wurde die Eingemeindung wieder rückgängig gemacht. Im Habsburgerreich gehörte Sanzeno dem Gerichtsbezirk Cles in der Gefürsteten Grafschaft Tirol an. 1909 erhielt Sanzeno mit der Eröffnung der Lokalbahn Dermulo–Mendel einen Bahnanschluss. Nach dem Ende des Ersten Weltkrieges und dem Anschluss an das Königreich Italien, wurden der Gemeinde im Zuge der 1927 beschlossenen faschistischen Gemeindereform im Jahr darauf die bis dahin eigenständigen Gemeinden Banco, Casez und Dambel angeschlossen. 1934 wurde auf der Trasse der stillgelegten Lokalbahn die Strada Statale 43 dir della Val di Non angelegt. Nach dem Zweiten Weltkrieg wurde 1948 zunächst Dambel wieder ausgemeindet. 1953 wurden auch die Gemeinden Banco und Casez wieder eingerichtet, bevor 1968 die Gemeindeverwaltung erneut aufgelöst wurde und die beiden Orte nach Sanzeno eingemeindet wurden.

### Bevölkerungsentwicklung
| Jahr      | 1921 | 1931 | 1951 | 1961 | 1971 | 1981 | 1991 | 2001 | 2011 | 2021 |
| --------- | ---- | ---- | ---- | ---- | ---- | ---- | ---- | ---- | ---- | ---- |
| Einwohner | 921  | 861  | 868  | 870  | 828  | 866  | 897  | 906  | 928  | 916  |

Quelle: ISTAT

## Wirtschaft
Die Wirtschaftsstruktur von Sanzeno ist überwiegend landwirtschaftlich geprägt und konzentriert sich auf die mittlerweile traditionelle Apfelproduktion im Nonstal. Mit der Entwicklung der Zusammenarbeit ist die Agrarwirtschaft in diesen Gebieten dynamisch und offen für internationale Märkte geworden. Es gibt jedoch auch Unternehmen, die in anderen Sektoren tätig sind, von denen einige mit dem Tourismus verbunden sind. Sanzeno ist außerdem eine der zehn Gemeinden (zusammen mit Romeno, Cavareno, Don, Amblar, Sarnonico, Fondo, Malosco, Ronzone und Ruffré), die 2003 den Territorialpakt Alta Valle di Non unterzeichnet haben, dessen Hauptziel die nachhaltige Entwicklung des Tourismussektors in diesem Gebiet ist.

## Verkehr
Durch Sanzeno führt die Strada Statale 43 dir della Val di Non. Im Ortskern biegt auch die Strada provinciale SP 4 „San Romedio“ zum Wallfahrtsort San Romedio ab.

## Sehenswürdigkeiten
- Castel Casez: Am Hauptplatz von Casez befindet sich das Castel Casez. Der auch Palazzo Concini genannte Edelsitz wurde im 15. Jahrhundert erbaut und bis zum im 19. Jahrhundert mit zahlreichen Um-/Anbauten  ergänzt; seit dem 13. Jahrhundert bestand die Burganlage lediglich aus einem quadratischen Turm auf einer Lichtung. Der ehemalige Wohnsitz des Adelsgeschlechts De Concini befindet sich mit einem Park in Privatbesitz.[21]
- Casez: Die alte Gebäudestruktur der Fraktion, die sich im Ortskern rund um den Hauptplatz gruppiert, hat eine charakteristisch gotisch-venetische Architektur, durchzogen von typisch nordeuropäischen Elementen.[21] Die Häuser Casa Bertoldi und Casa Gerio auf der Ostseite des Hauptplatzes bestechen mit ihren eleganten Portalen, Renaissance-Biforien und mit verzierten Fresken. Unmittelbar in der Nachbarschaft befindet sich die Casa de Concini, die mit Fresken aus dem 18. Jahrhundert geschmückt ist; eine Marmorstatue von 1741 wird Pietro Antonio Barbacovi di Taio zugeschrieben. Die Casa Sarcletti mit ihren schönen, ins Jahr 1526 datierbaren Portal, befindet sich im unteren Teil der Ortschaft Casez.[22]
- San Celestino: Die Kapelle wurde ausgemalt mit einem Freskenzyklus zur Passion Christi gefertigt 1461 von Leonhard von Brixen.[22]
- Santi Martiri Anauniesi: Die Basilika Santi Martiri Anauniesi (deutsch Basilika der Heiligen Märtyrer von Anaunia) ist eine römisch-katholische Kirche in Sanzeno. Die Pfarrkirche des Erzbistums Trient ist den drei Märtyrern Sisinnius, Martyrius und Alexander gewidmet und trägt den Titel einer Basilica minor.[23] Die Kirche im Nonstal wurde ausgehend von einer romanischen Vorgängerkirche Mitte des 16. Jahrhunderts fertiggestellt. Die Basilika bewahrt in zwei Reliquienschreinen die Asche und einige Überreste der Märtyrer auf.[24]
- Casa de Gentili: Der Renaissance-Palast in Sanzeno zählt zu den bedeutendsten Palästen des Nonstals.
- Rätisches Museum: Das Rätische Museum, offiziell Rätisches Museum Zentrum für Archäologie und Altertumsgeschichte im Val di Non – Sanzeno (italienisch Museo Retico Centro per l’archeologia e la storia antica della Val di Non – Sanzeno), ist ein archäologisches Museum in Sanzeno und beschäftigt sich mit der Früh- und Urgeschichte des Nonstals, insbesondere mit der Fritzens-Sanzeno-Kultur, der anschließenden Romanisierung des Tals bis zu den anaunischen Märtyrerheiligen.
- Sant’Alessandro: Die spätromanische Kapelle St. Alexander in Sanzeno wurde einer alten Überlieferung zufolge an dem Ort errichtet, an dem die drei anaunischen Märtyrer ein erstes Kultgebäude errichteten, das später von ihren Mördern zerstört wurde.[25]
- Santa Maria: Die Marienkirche wurde um 1000 n. Chr. erbaut mit dem angrenzenden gleichnamigen Hospiz.
- Santi Pietro e Paolo: Die Kirche Peter und Paul ist die Pfarrkirche von Casez. Die Errichtung geht auf das 13. Jahrhundert zurück. Neben dem Hauptaltar gibt es zwei weitere Altäre. Das Altarbild des Presbyteriums stellt die beiden Titularheiligen Petrus und Paulus dar. Das Altarbild auf der linken Seite wird Carlo Bonacina zugeschrieben, während das Altarbild auf der rechten Seite, das von einem unbekannten Autor stammt und bei Arbeiten im Jahr 1722 entdeckt wurde, die Madonna mit Kind darstellt, die 1491 gemalt wurde und das einzige Fresko ist, das nach der 1616 angeordneten Bleichung noch erhalten ist. Dieses Altarbild, besser bekannt als Madonna di Casez, ist seit langem ein Objekt der Verehrung und Ziel von Pilgerfahrten.[26]
- Sant’Antonio: Die Antoniuskirche im gotischen Stil und mit einem Portal im Renaissance-Stil ist die Pfarrkirche von Banco. Die Kirche wurde erstmals 1376 erwähnt. Im Inneren befinden sich zwei schöne Karyatiden mit Resten von Fresken aus dem 15. Jahrhundert. Andere, neuere Fresken stammen aus dem Jahr 1938 von Carlo Bonacina, darunter eine Darstellung des Heiligen Abtes Antonius auf der rechten Seite der Apsis. Weitere Fresken wurden bei einer umfangreichen Sanierung 1922 zerstört.[27]
- Wallfahrtsort San Romedio: Der dem Heiligen Romedius geweihte Wallfahrtsort mit mehreren Kirchen wird jährlich von über 200.000 Menschen besucht. Er befindet sich in der Nähe von Sanzeno, jedoch auf dem Gebiet der Gemeinde Predaia. Der architektonisch beeindruckende Wallfahrtsort wird von Franziskanern verwaltet und ist durch einen Bußweg mit Kreuzwegstationen mit der Basilika der hl. Märtyrer in Sanzeno verbunden.[28]
- Apfelfest: Alljährlich am zweiten Wochenende im Oktober findet eines der größten Feste entlang der Trentiner Straße der Genüsse, die Pomaria, das größte Apfelfest der Region, in Casez statt.

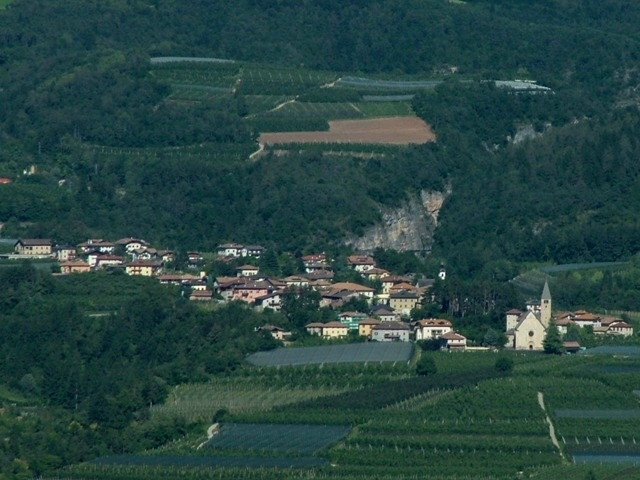
Sanzeno
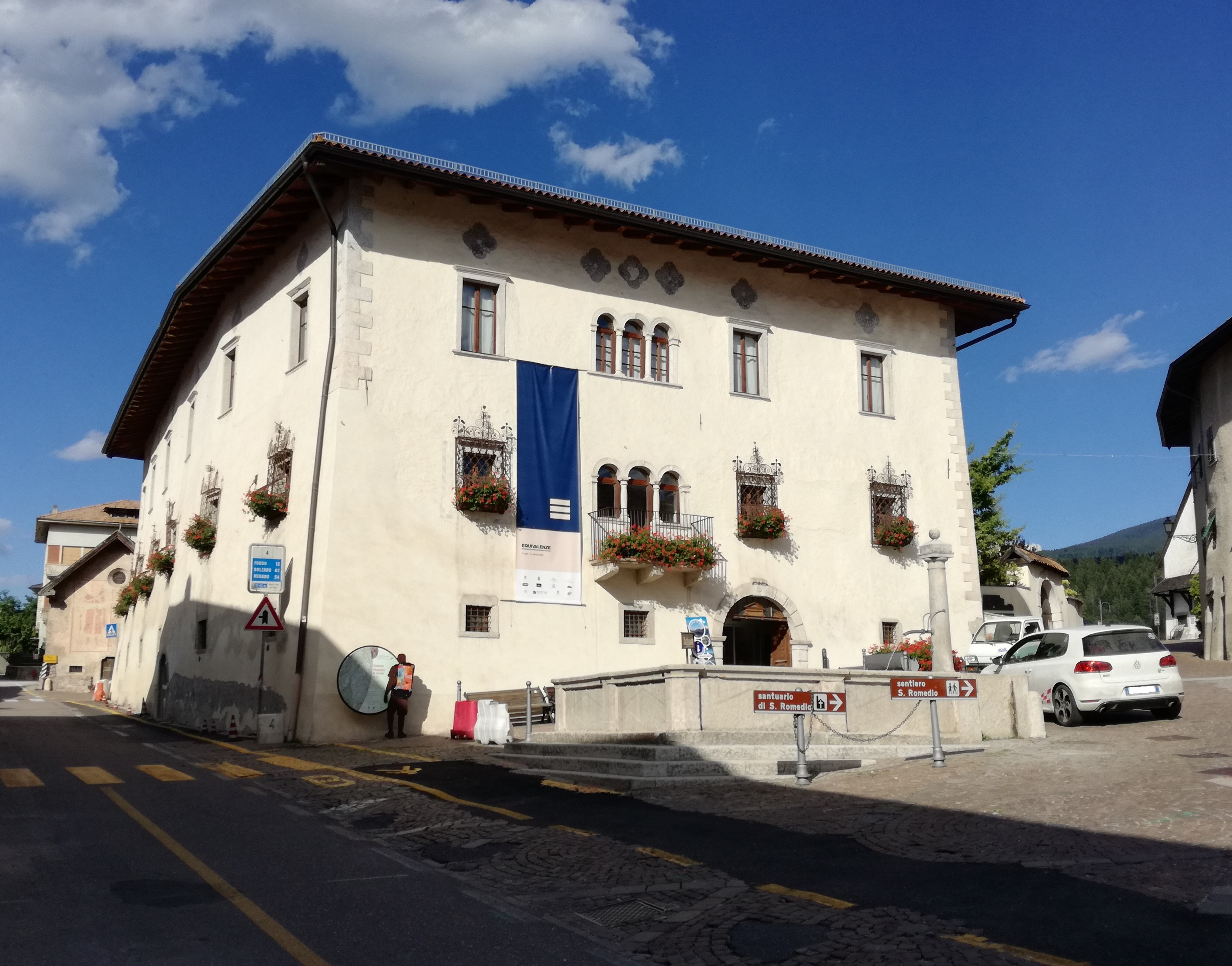
Casa de Gentili
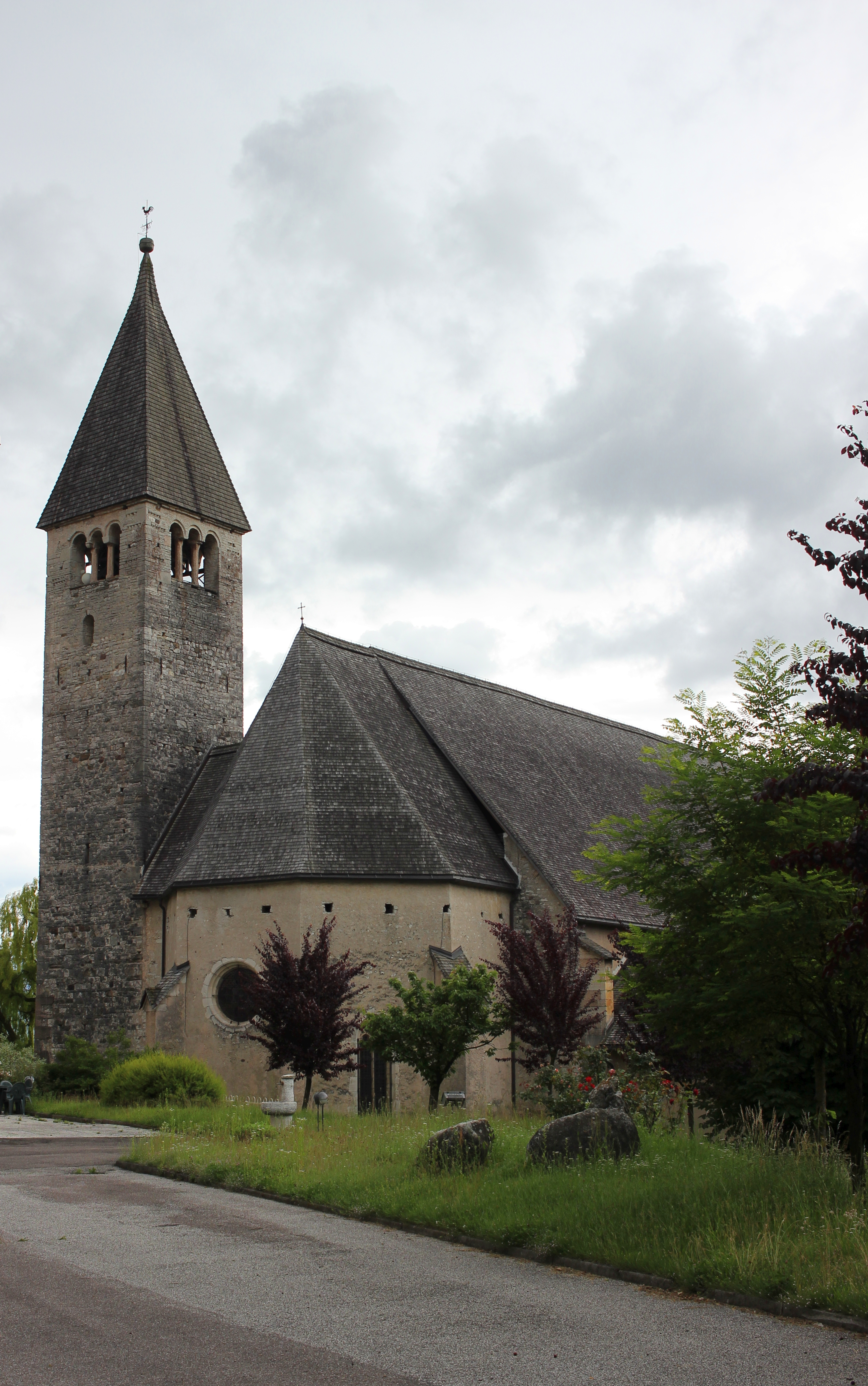
Basilika Santi Martiri Anauniesi
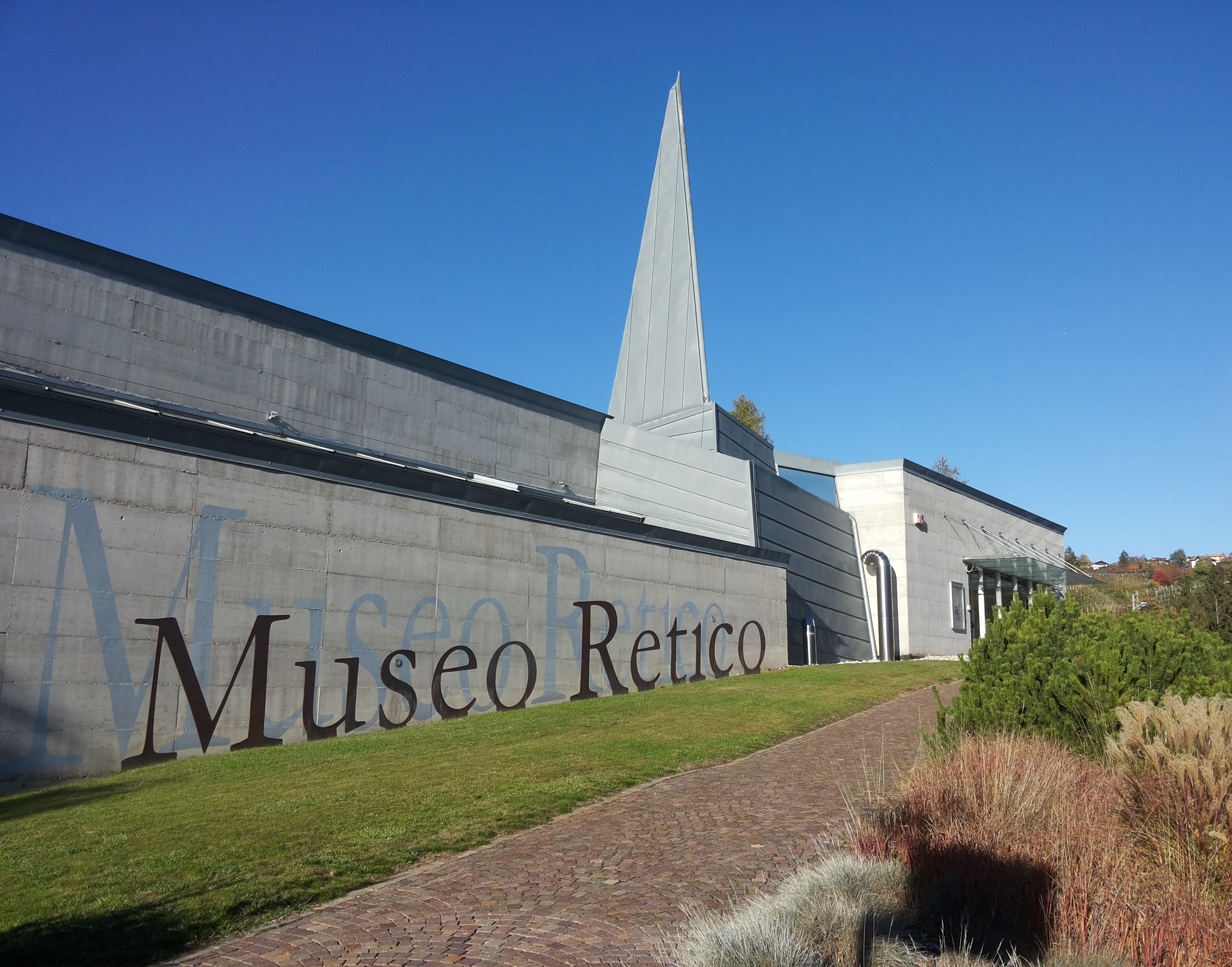
Rätisches Museum
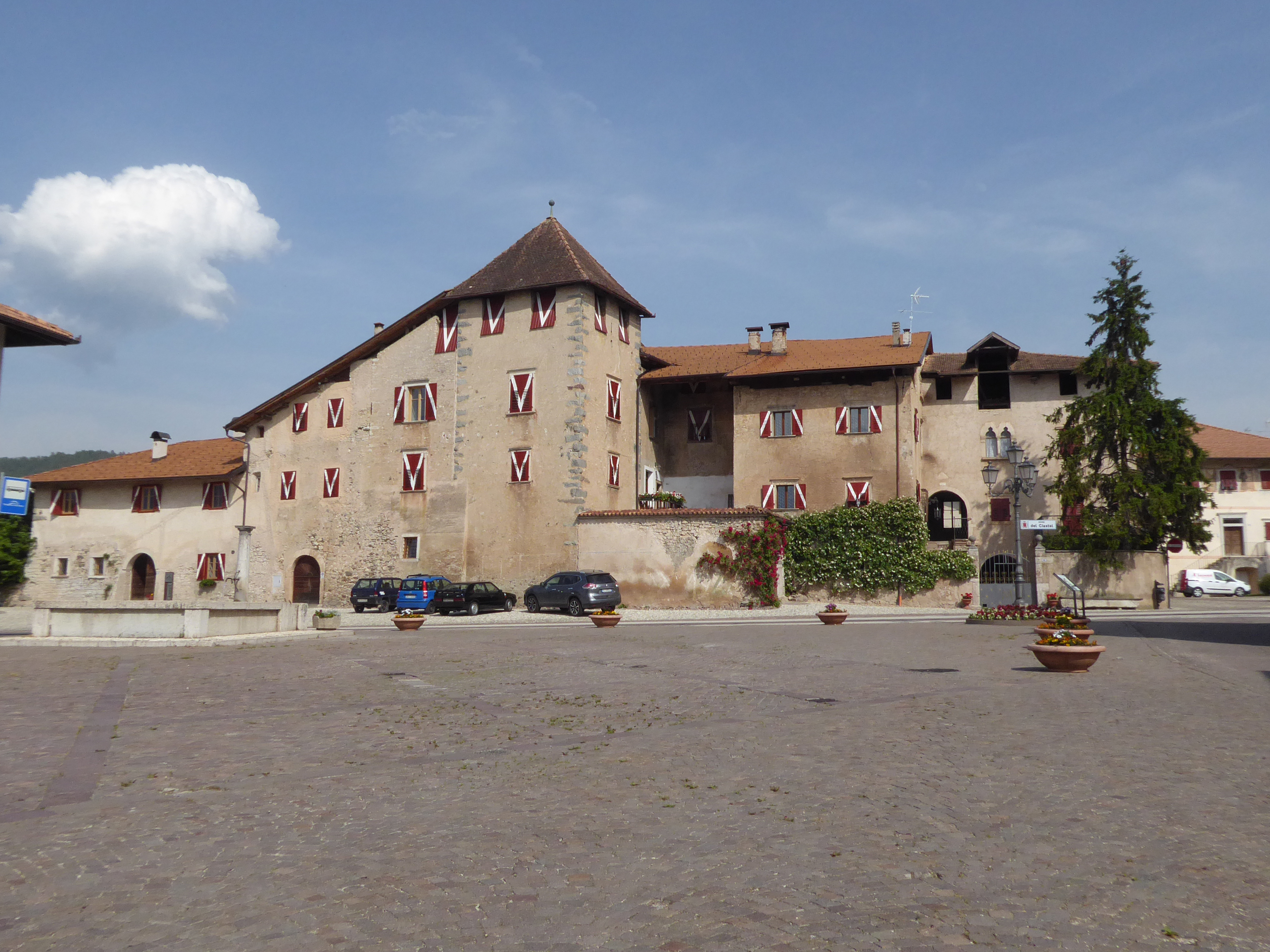
Castel Casez
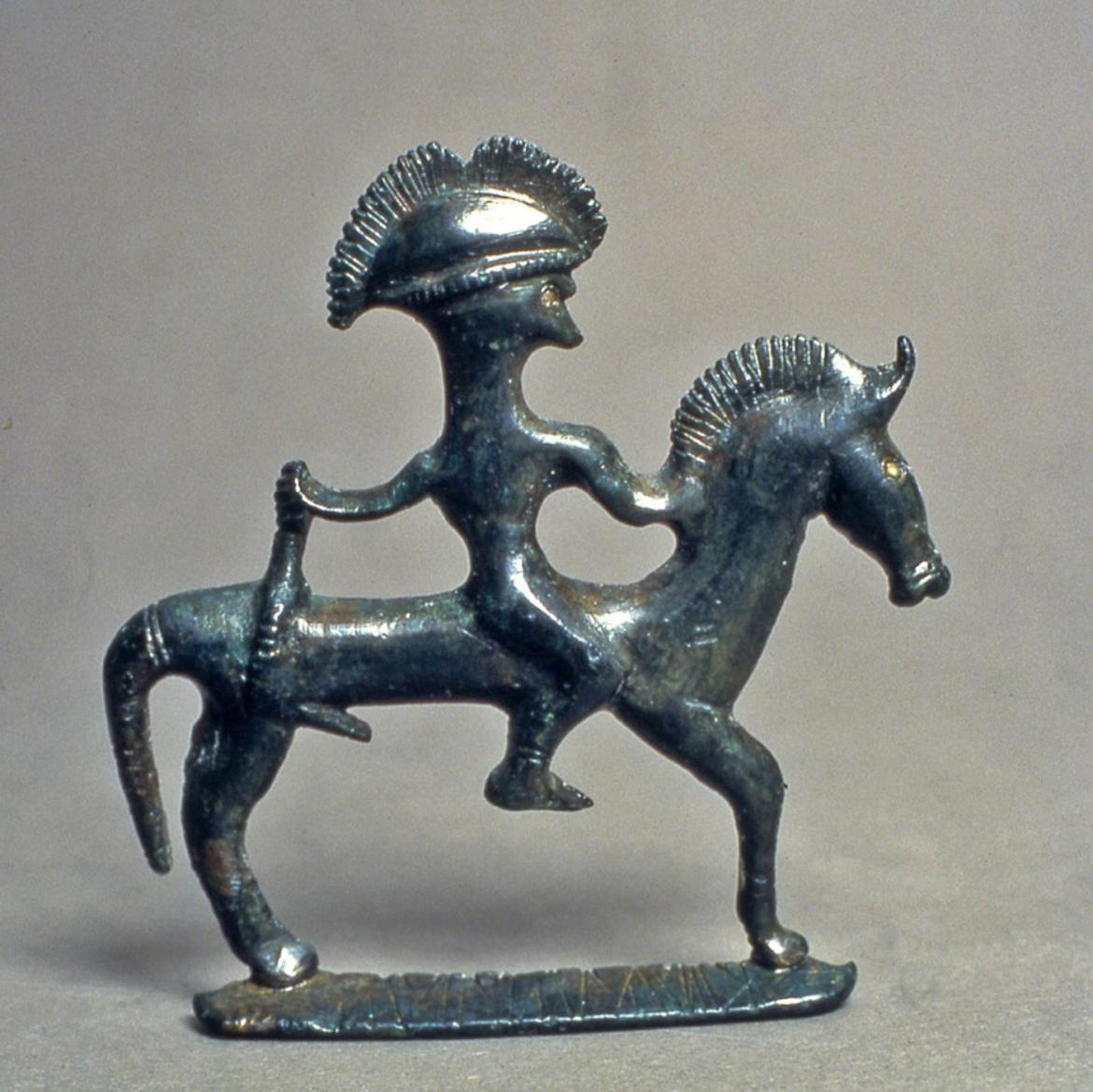
Der Reiter von Sanzeno